# مقاطعة برنو-المدينة
مقاطعة برنو-المدينة (بالتشيكية: Okres Brno-město)‏ هي مقاطعة (أوكريس) في إقليم جنوب مورافيا في جمهورية التشيك.
عاصمة هذه المقاطعة هي مدينة برنو.

## اقرأ أيضاً
- مقاطعات جمهورية التشيك